# Mr. Birchum
Mr. Birchum é uma animação web para adultos americana lançada pela empresa de mídia conservadora  The Daily Wire e produzida pela empresa Chassy Media. O programa estreou em 12 de maio de 2024. O personagem principal é dublado pelo Adam Carolla e é baseado em um personagem que ele interpretou na década de 1990.
Sage Steele substituiu Candace Owens no elenco depois que ela foi demitida por Ben Shapiro e Jeremy Boreing, os dois fundadores do Daily Wire, por sua cobertura anti-sionista da guerra Israel-Hamas ser percebida como anti-semita.

## Sinopse
A série é centrada em torno da família Birchum, Richard (Adam Carolla), Wendi (Megyn Kelly), Eddie (Kyle Dunnigan) e Jeanie (Brett Cooper). Cada episodio é uma crítica social da atual cultura americana e suas consequências, com um viés de extrema-direita e conservador.

## Elenco e personagens
- Adam Carolla como Sr. Richard Birchum
- Megyn Kelly como Wendi Birchum
- Roseanne Barr como Diretora Pam Bortles
- Kyle Dunnigan como Eddie Birchum
- Brett Cooper como Jeanie Birchum
- Tyler Fischer como Elliot Karponzi
- Danny Trejo como Switchblade
- Patrick Warburton Burly Man
- Jay Mohr como Coach Murphy
- Rob Riggle como Gunderson
- Alonzo Bodden como Sr. Don Gage
- Sage Steele como Deena Gage
- Fatimah Taliah como Alix

## Produção
Em 2011, Adam Carolla tentou produzir um spin-off da série Crank Yankers da Fox que seria protagonizado pelo seu personagem, Dick Birchum, mas a serie não saiu do papel.
Sage Steele substituiu Candace Owens no elenco depois que Owens saiu do Daily Wire depois de um período de tensão resultado por sua cobertura dos territórios ocupados por Israel.